# Нето, Норберто Мурара
Норбе́рто Мурара Не́то (порт.-браз. Norberto Murara Neto; 19 июля 1989, Араша, Минас-Жерайс, Бразилия), более известный как Не́то — бразильский футболист, вратарь клуба «Ботафого». Выступал за сборную Бразилии.

## Клубная карьера
Свою карьеру Нето начал в молодёжной команде «Крузейро», но уже через год перешёл в «Атлетико Паранаэнсе», с которым и заключил свой первый профессиональный контракт. За основную команду Нето дебютировал 17 августа 2009 года в поединке против «Гремио Баруэри» и в первом же матче юный вратарь отстоял на ноль, а команда победила (3:0). В 2009 году Нето провёл ещё один матч в основе «Атлетико» против «Ботафого» и вновь ворота молодого бразильца остались нераспечатанными. В 2010 году Нето стал основным вратарём «Атлетико» и провёл за него 34 матча, выйдя в основном составе 33 раза.
В январе 2011 года Нето перешёл в итальянскую «Фиорентину», которая заплатила за трансфер молодого бразильца 3,5 миллиона евро. Дебют Нето в итальянском клубе состоялся в 4-м раунде кубка Италии в матче против «Эмполи», который завершился победой «фиалок» 2:1. В серии А бразильский вратарь дебютировал в 35-м туре в поединке против «Аталанты». Первый матч в основе «Фиорентины» завершился поражением «фиалок» 0:2. Следующий выход в основе принёс Нето первый матч на ноль. Поединок 38-го тура против «Кальяри» завершился нулевой ничьей.
7 июля 2017 года игрок перешёл из «Ювентуса» в «Валенсию». Трансфер между клубами оценивается в € 7 млн. Контракт бразильца с испанским клубом рассчитан до 30 июня 2021 года.
Летом 2019 года Нето перешел в каталонскую «Барселону», сумма сделки составляет 28 миллионов евро. Тем самым став третьим вратарём команды.
30 августа 2024 года перешёл в «Арсенал» на правах аренды на 1 сезон.

## Карьера в сборной
Летом 2012 года Нето принял участие в летних Олимпийских играх в Лондоне. В первых двух матчах турнира против Египта и Беларуси Нето выходил в основном составе, но затем в оставшихся матчах место основного вратаря занял Габриэл. Сборная Бразилии на олимпийском турнире дошла до финала, где уступила сборной Мексики. Этот результат позволил Нето стать серебряным призёром Олимпийских игр. Несколько раз вызывался на матчи сборной Бразилии, но на поле ни разу не вышел.

## Достижения
«Ювентус»
- Чемпион Италии (2): 2015/16, 2016/17
- Обладатель Кубка Италии (2): 2015/16, 2016/17

«Валенсия»
- Обладатель Кубка Испании: 2018/19

«Барселона»
- Обладатель Кубка Испании: 2020/2021

Сборная Бразилии (до 23)
- Серебряный призёр Олимпийских игр: 2012